# Лисип
Лисип (грч. Λύσιππος) је вајар из позног класичног периода (4. век пре нове ере) у уметности старе Грчке. Наследио је славног Поликлета.
Лисип је био лични вајар Александра Великог. Једна Лисипова скулптура Александра данас стоји у Лувру у Француској. Лисип се сматра великим вајарем, који је заједно са Скопасом и Пракистелом наговестио долазак хеленистичке ере.
Од његових оригиналних дела у бронзи није ништа сачувано; тек неколико каснијих копија односно реплика пружа могућност да се оцени значење овог веома плодног мајстора. Као дворски вајар Александра Великог израдио је низ Александрових портрета (један од најбољих је тзв. Херма Азара — данас у Паризу, Лувр); често га, у оквиру оријенталних концепција, приказује као Зевса, а каткад и у композицијама са више фигура (заједно с Леохаром израдио је групу Александар Велики у лову). Познати су били и други његови портрети (Александрове војсковође, Сократ, Езоп), затим статуе олимпијских победника и ликови из грчких митова — Зевс, Посејдон, Арес, Ерос, Каирос, Музе, Херакле (12 његових јуначких дела).
На почетку свог уметничког рада под утицајем Поликлета и Скопаса, Лисип се касније развио у првом реду као портретиста који успева да дâ истанчану психолошку карактеризацију приказаних ликова. По традицији, он је за Поликлета тврдио да људе приказује онаквима какви јесу, а за себе је говорио да их приказује онако како их види. Тај свој принцип примењује и код статуа богова, чијим физиономијама даје сасвим индивидуалне карактеристике. Код пропорција људских ликова Лисип је почео примењивати нови канон (Апоксиомен). У односу на Поликлетове фигуре атлета Лисипови ликови су много виткији и еластичнији у покрету; у томе, вероватно, лежи елеганција коју код њега истичу већ антички књижевни извори. У развоју старогрчке скулптуре његово је дело значајно и због тога, што тродимензионалност пластике за њега постаје елемент композиције.

## Биографија
Лисип је рођен у Сикиону у другој половини 4. века око 390. п. н. е. Постао је службени вајар владајуће Македонске династије у Грчкој и пратио је освајања Александра Великог. Деловао је на највећем подручју на којему је икад деловао један антички вајар– од Пелопонеза, Македоније до Акарнаније. Окружен бројним синовима и ученицима посвуда је наметнуо свој израз. Водио је школе Аргос и Сикијон. Према Плинију Старијем, аутор је преко 1500 дела, сва у бронзи.
Био је посљедњи велики вајар грчке уметности. Одмах након његове смрти његови следбеници отварају школу на Роду где теже надмашити свог учитеља, ако не вештином, онда величином. Харет из Линда ствара бронзану скулптуру Колоса на улазу у луку, високу 32 м – једно од 7. светских чуда.

## Литерарна легенда о Лисипу
Сваки покушај да се окарактерише дело старогрчког мајстора Лисипа је у  великој мери субјективан. Потреба за коришћењем понекад сумњивог материјала у погледу његове поузданости, даје таквим карактеризацијама вредност само мање или више вероватних хипотеза.
Историчар античке уметности има чудну „предност” у односу на истраживача развоја уметничког стваралаштва у савременом добу: врло мало зна о стварном животу уметника епохе која га занима. У ствари, сувише се лако заносимо одређеним појединостима из живота изузетних носилаца уметничке мисли, заборављајући при том да овај спољашњи живот, у суштини, нема много заједничког са животом који је уметник као такав живео, и који је вредан анализе. Истина, каже се да су околности спољашње природе утицале на уметника у једном или другом правцу, постављајући га пред одређене задатке или лишавајући га могућности даљег развоја. Али, таква објашњења су вештачка, као да је сплет ових околности могао да заустави и промени ток еволуције једног стваралачког генија. У ствари, спољашње околности су увек биле формиране на начин који је био неопходан за уметников рад, а само површан однос према задацима великог генија може довести до тврдње да би његов уметнички развој у друкчијим околностима ишао другачије. Фатална нужност влада над генијем, и, као своју највишу творевину, Природа га окружује свиме што му је потребно, било доприносећи његовом успеху, било уређујући му пут са тешкоћама да их савлада, или га гурајући у понор ка немогућем; немилосрдно му пресеца животну нит када је успео да искаже све што је имао да каже, спречавајући га да се претвори у обичног смртника, „створеног да живи, да се плоди и умире”. Средства утицаја које користи Природа у односу на своје изабранике су тек мало занимљива, битан је резултат, ток развоја, који је генију судбином намењен и који га је довео до небеских висина његовог уметничког погледа на свет.
За историчара античке уметности нема искушења да се занесе ситницама личног живота уметника — јер таквих података обично нема. С правом, Хелен је у уметнику, као личности, видео само занатлију који је радио у незавидном окружењу, и занимао га је тек онолико колико је стварао. Име уметника за нас, дакле, нема много везе са овим или оним Грком који је у то време живео под таквим и таквим условима — за нас је то само симбол стваралачке силе која је деловала у одређеном правцу и зависно од тога, на количину енергије која му је својствена, која је била експонент духа свог времена у опипљивим облицима или творац вечних идеја.
Лисипово име је окружено славом генија чије дело има светски значај. Ово име покрива цео свет појава, његов живот је створио читав свет тада нових идеја. Његово значење разумели су савременици, а разумели су га и епигони; можда магловито, али свест о свеобухватној моћи Лисиповог генија продирала је дубоко у душе најбољих представника каснијих епоха хеленске културе. Обасули су његово име легендама које су требале да објасне одређене карактеристике његовог стваралаштва, у њему су видели довршетак свега чему је пластична уметност претходних векова тежила, оцењујући значај појединих великих вајара са становишта Лисипове уметности, односно колико верно су подражавали уметничким техникама великог мајстора. Ове приче и легенде су судови са усана уметника који су навикли да не говоре и изражавају се речима, већ у облицима које преносе љубитељи празних али звонких фраза, писци модерних рима или научници његовог дела који нису разумели питања чисто уметничке природе и она друга забележена мање-више савесно преко казивања или негде прочитана.
Ове легенде и приче, ови судови и дефиниције, ипак ће утрти пут за утврђивање дела које је створио Лисип, за идентификацију међу масом копија каснијих времена оних типова који сежу до длета највећег уметника, или макар настала под његовим непосредним утицајем. Могуће је, чак и вероватно, да ће се погрешити ако се међу дела Лисипа уброје и скулптуре које не припадају њему лично, а које су настале само у кругу његових најближих сарадника. Такве грешке ће наука у будућности исправљати, али представа која се данас може скицирати о уметничком стваралаштву великог генија тешко да је далеко од истине. Лисип је сувише светла личност да би остала у нејасној тами, његова сенка се дефинитивно шири на уметничко стваралаштво каснијих епоха.
Лисипова делатност обухвата читаву другу половину 4. века пре нове ере и тиме се веже за епоху највећег историјског значаја, са добом распада целокупног античког класичног културног света и добом стварања нове хеленистичке културе. Пелопонески рат, који је отргнуо кормило из руку Атине, довео је целу Хеладу на ивицу уништења. Стравична разарања настала у скоро тридесетогодишњој борби између Атине и Спарте, два велика ривала и претендента на хегемонију над хеленским светом, проширила су се на све области привредног живота, и даље, док непрекидни спорови и ратови нису давали предаха несрећном народу Хеладе. Стравична борба, која је потпуно исцрпла главне носиоце класичне хеленске културе, лишила их је способности за ново стваралачко деловање на пољу изградње државе, све што су предузимали различити грчки народи у том братоубилачком рату није имало плода. Истина, понекад се јављају личности, инспирисане великим идеализмом, које су маштале о враћању старог сјаја, али полеђина медаље — сурова стварност — показује потпуну инерцију масе, неспособне да се уздигне изнад слоја узаних личних интереса.
Такво стање у земљи није могло допринети развоју монументалне уметности, као што је то било у великој класичној ери 5. века; они најбољи су се повукли из политике и радије су се бавили својим личним пословима. На таквом тлу, у свим манифестацијама духовног живота друштва, развија се индивидуализам, који није могао а да не утиче на развој ликовне уметности.
Безизлазност ситуације натерала је вође грчких градова-држава да усмере свој поглед ка истоку, а персијски краљ је диктирао услове мира хеленским државама, које су век раније изашле као победнице из борбе са Азијом. У хаосу који је настао, чинило се да је азијска сила једина сила способна да влада светом. Најбољи грчки уметници такође су полагали наде у Исток, овде је отворена нова арена за њихове активности. Најистакнутији грчки архитекти и вајари били су у служби полуварварског краља Маусола у Халикарнасу, радећи на изградњи његовог луксузног Маузолеја. Али Исток је такође пропао; древна персијска држава је застарела и само захваљујући потпуној немоћи Грчке задржала је водећу улогу. Античком свету је била потребна јака власт, и тако се спремио терен за настанак нове, моћне државне јединице, да на рушевинама старог света створи нову културу.
Задатак уједињења древних културних земаља пао је на судбину Македоније и сјајно га је извршио Александар Македонски. Тако је нови „хеленистички” свет заменио стари хеленски, тако је створена нова култура у којој су се сви одрживи елементи прошлих времена могли са новом снагом развијати, а две супротности — Исток и Запад — које се међусобно оплођују, водили су човечанство до новог процвата.
Нови свет, настао из комбинације исувише истанчаног, чак и назадног хеленизма са потомцима старе источњачке културе, неупоредиво је ближи савременом човечанству од класичне Хеладе. Он је у себи развио оне елементе који су довели до победе хришћанства, које је довело до изражаја психичке снаге човека, које нису имале времена да сазревају на чистом, свежем ваздуху хеленског света и потом се формирале у мистични сумрак средњовековних цркава.
Микеланђело, тај највећи ренесансни геније, који је у својим делима оличавао неуморну унутрашњу борбу савременог човека-мистика, тежњу ка светлости, је осетио ту унутрашњу сродност са хеленизмом. Ако је Лаокоон изазвао његово одушевљење, ако је антички хеленистички торзо њиме реинкарниран у статуу светог Матеја, ако је један број његових дела уско везан са хеленистичком уметношћу, онда то није случајно. Савремени човек је рођен у хеленизму, у личности Микеланђела достигао је пуни развој својих стваралачких моћи; а сада се нејасно али дефинитивно сећа свог завичаја на далеким обалама Егејског мора.
Лисип је преживео ову еру, али с њом није повезан само његов неуметнички живот. Попут Микеланђела, оличавао је њену унутрашњу суштину; савременом историчару је драг не само као последњи носилац хеленске уметности, већ и као творац новог хеленистичког уметничког погледа на свет. И стога је његово име само симбол „као море, које има своје име међу људима и на картама, а у стварности оно је ширина, кретање и дубина” (Рилке. „Роден”).
За Лисипа се каже да је рођен у Сикиону, у малом граду у близини Аргоса, и тамо, у Сикиону, радио као скромни шегрт занатлија у једној од великих уметничких радионица славног античког града. Сикион и Аргос би могли да се поносе својом уметничком прошлошћу. Ту су крајем 6. века, радили велики мајстори: Аристокле и Агелад, Поликлет, творац идеала људске фигуре друге половине 5. века, сви они припадају аргивској школи. Школа ових великих уметника представљала је строгу уметничку традицију из које је произашло више од једне „класичне” статуе. Драгоцена бронза је била омиљени материјал ове школе, њена обрада, осјећај за овај материјал ушао је у крв и месо младог мајстора. Одбацивање велике класичне прошлости могло би уништити индивидуалну креативност мање бистрог уметничког ума од оног који је представљао Лисип. Истина, он се трудио и учио ништа боље ни горе од других, а можда је чак и веродостојна његова изрека да је ученик Дорифора од Поликлета; али није могао да се задовољи тим већ превазиђеним класичним задацима који су му били додељени. Време идеалних смирених форми, култа човекове лепоте као такве је прошло, а тај нервозни трепет који је био резултат високе диференцијације културног човека тражио је нове идеале и представе у којима би нашао одјек свог новог „ја”. Објективно лепо није одговарало субјективном размишљању тог сложеног менталног механизма који је био тај нови хеленистички човек. А Лисип је био потпуно човек новог времена, комбинујући елементе распадања и поновног рађања.
Из далека се чуо глас који је звучао можда чудно у тихој класичној атмосфери Сикиона; био је то глас генијалног паријана Скопаса, који је већ стварао своје нове вајарске представе, испуњене страшћу и патњом. Млади геније као да је слушао овај глас. Једног дана, каже легенда, млади Лисип се обратио часном сликару Еупомпу са питањем на ког од великих мајстора треба да се угледа. Показујући на гомилу људи, Еупомп је одговорио: „Не на уметничка дела, већ на саму природу.” Легенда је уобичајеног типа и можда садржи зрнце истине. Шта је подстакло Лисипа да у таквом случају постави такво питање, када је сваком од његових другова било јасно каквим узорима треба да се следи? У овој легенди као да се осећа да су се сумње увукле у душу генија у развоју чак и када је чврста рука традиције покушала да га доведе до одређеног циља.
Не знамо шта је даље било, како је Лисип отишао у свет, како је био потпуно прожет духом нове ере. Могуће је да је блиска будућност била испуњена патњом и разочарањем, да су се тренуци очаја смењивали са тренуцима велике радости. Али дошао је одлучујући тренутак за Лисипа. Као што је Микеланђело на свом путу морао да сретне Јулија II, тако ни Лисип није могао да побегне од Александра Великог. Судбина их је везала. Лисип је постао „дворски уметник”, међутим, не у смислу те речи, како се то обично схвата. Александров портрет нам може показати шта је Лисип био за Александра.
Александар је неговао пријатељство са великим уметником, као што Јулије II није могао да се растане од Микеланђела. Кажу да је краљ дозволио само једном вајару — Лисипу, да направи његов портрет; кажу да му је Лисип поклонио статуету која приказује Херкула како се гости у кругу олимпских богова и да је та статуета пратила освајача света у свим његовим походима, те да су чак и очи умирућег цара биле упрте у ову статуу.
Није изненађујуће што су наследници великог Македонца одликовали Лисипа једнако високо као наследници Јулија II, Микеланђела. Радио је за Касандра, сина Антипатровог, и за Селеука, краља Сирије. Али не знамо детаље. Карактеристично је само да је Касандар наручио од Лисипа дизајн посуда за вино од грожђа које се узгајало на његовим поседима. Можда би у овоме требало видети колико су недорасли краљеви тога времена разумели великог генија и успут се присетити улоге Леонарда на миланском двору.
Како легенда збори, Лисип је умро од глади у дубокој старости, јер није могао да престане да ради на својој последњој статуи. Резултат његовог живота био је огроман број дела, од којих би свако, према Плинију, могло да га учини славним уметником.
То је све што је познато о самом животу овог изузетног уметника. Међутим, чисто уметничку и креативну биографију мајстора ће нам дати његова дела. Како је један духовити савремени писац, на позив да напише своју аутобиографију, написао неколико редова и приложио списак својих дела, уз напомену да се његова права биографија може ишчитати само из њих, тако је и Лисипов уметнички развој за нас следљив само на пластичним формама које је он створио, разумљив само на језику којим је и сам велики геније изражавао своја унутрашња искуства.
У антици је било познато око 1500 Лисипових статуа; за толики број сазнајемо из анегдоте да је Лисип од плаћања сваке статуе одвајао по један црвенац, а после његове смрти их се код њега нашло 1500. Али до нас је дошао само сразмерно незнатан број његових дела у помињањима или описима античких аутора и вероватно никада нећемо схватити личност мајстора у целини. Осврћући се на појединачна дела, у античким изворима, прво налазимо помињање неколико скулптура Зевса из његове руке. Најпознатија међу њима је била колосална бронзана статуа у Таренту, друга по величини статуа позната у антици. „Изванредно је”, пише Плиније, „да његов Зевс може, како кажу, да се креће једном ногом; стабилност фигуре је тако израчуната да је ниједна олуја не може срушити”. О томе је мајстор посебно размишљао, јер је на извесној удаљености, на месту где је требало да се разбије сила ветра, поставио стуб. Из тог разлога, а такође и због његове величине и тешкоће транспорта, Фабије Верукоз га није дирао када је одатле узео статуу Херкула, који данас стоји на Капитолу у Риму. Из ове приче је јасно да је Лисип поседовао сва достигнућа технике свог времена, тако да се ни римски полуварварски освајачи, који нису оклевали да опљачкају античке културне центре, нису могли одлучити да превезу статуу која је била у потпуности повезана са структурама око ње. Друге Зевсове статуе стајале су у Сикиону, у Аргосу и Мегари. У Коринту је стајала Лисипова бронзана статуа Посејдона. Статуа бога сунца Хелија на колима била је веома позната. Антички писци помињу и статуе Диониса, Сатира и Ероса; ова последња је стајала у Теспији у Беотији, у древном храму бога љубави, у коме се већ налазила статуа славног Пракситела.
Све до последњих епоха античког света, статуа Каироса која се налазила у храму у Сикиону, била је веома популарна, а потом је пренета у Цариград. Ово божанство је било приказано као младић са крилима на ногама. У једном епиграму дат је дијалог између статуе и посматрача: — „Зашто имаш крила на ногама?” — „Летим брзином ветра.” — „Зашто имаш бритву у руци?” — „Да покажем људима да је повољан догађај оштрији од оштрице бритве.” — „Зашто имаш косу почешљану преко чела?” — „Тако да ко год ми приђе може да је дохвати. — „Добро, за име Зевса, али зашто си ћелав на потиљку?” — „Да ме нико не зграби, јер ме је мој брзи лет већ однео. Такви описи — још их има неколико — дају нам неку представу о овој Лисиповој статуи. Лик Каироса је стајао на кугли, у рукама је држао бритву и вагу, дуга коса му прекривала чело, на потиљку кратке шишке. Занимљиво је приметити алегоријски елемент који у овом случају долази до изражаја.
Од представа богова ту су и статуе Аполона и Хермеса, који су чинили једну групу. Она је илустровала широко распрострањени мит о Хермесовом проналаску лире, коју је на крају уступио Аполону. Ова група је стајала на Хеликону.
Од митских хероја, Херкула је Лисип приказао у бројним статуама. Колосална фигура је приказивала јунака како се одмара након чишћења тезги Аугеја. Описи византијских писаца каснијих времена и репродукције византијских радова на рељефу дају нам само општу представу о овој статуи. Уморан после посла, јунак седе на најближу корпу, покривши је лављом кожом; лева рука је била наслоњена лактом на ногу, савијену у колену, и подупирала главу, дубоко спуштену у знак свести о својој невољи. Димензије статуе су биле колосалне: сама потколеница је била величине одрасле особе. Статуа је прво подигнута у Тарентуму; међутим, римски генерал Фабије Максим, након што је освојио град, превезао ју је у Рим, где је била смештена на Капитол. Касније, када су, после преноса престонице царства у Цариград многи градови морали да изгубе своје уметничко благо да би украсили нову престоницу, Лисипов Херкулес је превезен у Цариград и постављен на хиподром; овде је стајао до 1202. године, када су га латински крсташи уништили. Ове варваре је више привукла маса метала него уметничка вредност статуе.
Низ статуа које су приказивале Херкулове подвиге такође је пренето у Рим; првобитно су прављене за град Алисију у Акарнанији. Од осталих представа јунака, ту је и чувена статуета у поседу Александра Македонског. Песник Ноније Виндек, љубитељ уметности, који је живео крајем првог века нове ере, поносно је опевао као једно од најлепших дела своје збирке, статуету Херакла у бронзи, не више од једне стопе, са натписом од Лисипа. Ноније Виндекс је рекао да ју је Лисип дао Александру Великом као стони украс; стога је названа „Херкулес епитрапезија”. Александар је посебно ценио ову фигурицу и никада се није растајао од ње. Она је касније изгледа била у поседу прво Ханибала, а затим Суле. Јунак је приказан како седи на камену покривеном лављом кожом; ослањајући се левом руком на тољагу и држећи чашу у десној руци и уздигнутог погледа; очигледно, дакле, лик Херкула међу боговима, који почива после тешких подвига земаљског живота. Иако је фигурина збирке Нонија Виндекса можда била копија, а не оригинал, њен детаљан опис је посебно драгоцен јер је, на основу ње било могуће утврдити понављања истог типа међу мермерним скулптурама које су дошле до нашег времена.
Као код многих истакнутих грчких мајстора, тако и код Лисипа статуе победника заузимају истакнуто место. Овај феномен се објашњава не само чињеницом да се националне олимпијске игре заправо могу сматрати уједињујућим центрима хеленизма, већ и посебним задацима који се постављају уметницима. Није портрет дате личности у већини случајева био од значаја, већ прилика да се прикаже лични идеал младалачке лепоте и поставе нови проблеми у приказивању фигуре која мирује или је у покрету.
У вези са Лисипом, помиње се низ статуа победника олимпијских игара, а поред тога, као његово дело слови и неименована статуа спортисте, која треба да послужи као полазна основа за разумевање Лисиповог дела. Плиније ову статуу назива једноставно „Апоксиомен”, односно младић који се наличијем чешља чисти од праха палестре. Јасно је да је идентитет приказане особе мало занимао и Плинија и његов извор; гледали су на ову фигуру само са уметничке тачке гледишта. Као и многа друга Лисипова дела, и ову статуу је пренео у Рим заповедник цара Августа Агрипе и она је била постављена испред луксузних купатила које је овај недавно био саградио. Тиберије, занесен лепотом фигуре, наредио је да је се пренесе у његове одаје у палати; али када се то прочуло у сенату дигла се незамислива бука. Народ је тражио да се статуа врати на првобитно место, где је дуго стајала пред свима. Цар је морао да попусти, а статуа је враћена на старо место испред Агрипиног купатила. Ова прича, у чију се истинитост не може сумњати, у великој мери осликава популарност уметника и његовог класичног дела у каснијим временима. Коначно, Лисип се показао као један од најистакнутијих портретиста свог времена. Већ је поменут његов славни портрет Александра Великог. Само је Лисип, према Плутарху, могао у свом портрету да пренесе великог Македонца не само као хероја, већ и као човека; само у Лисиповим представама долази до изражаја комбинација разних елемената која је била толико карактеристична за Александра: чудан нагиб главе, „влажност” очију, али у исто време храбри,  скоро „лавовски” карактер македонског краља. Лисип је приказао Александра не само у појединачним статуама, већ и у групним. Једну групу је чинило 25 фигура; Александар је овде био међу својим коњаницима у бици на реци Гранику. Из Диона у Македонији, где је првобитно била ова група, командант Метел, који је победио македонског краља Персеја, пребацио је групу у Рим. У другој групи, Александар је приказан у лову, током којег га је генерал Кратер спасио од лава. Од лица блиских Александру, Лисип је портретисао Селеука, али нема детаљнијих података о овом портрету. Даље, антички писци извештавају о портретима прилично идеалног карактера особа које су давно умрле: седам мудраца, баснословца Езопа, Сократа и сикјонске песникиње Праксиле.
За неке од статуа није познато којој су намени служиле, нити да ли су припадале већим композицијама; па се, на пример, помиње лик свирача на фрули, вероватно менаде, представе животиња и квадриге. Велику славу уживале су фигуре паса, прелепог коња, касније под Константином Великим превезеног у Цариград ког су латински крсташи уништили 1202. године, и лик лава, који је Агрипа пренео из Лампсака у Рим.
На крају, велики фирентински вајар Гиберти приповеда да је у његово време у Сијени пронађена статуа са Лисиповим натписом, али ју је маса уништила као творевину ђавола. Тема статуе је остала непозната, Тиберти само помиње делфина код ногу приказане фигуре.
Приповести античких писаца сведоче о изузетној разноврсности дела сикјонског мајстора. Понавља се само у једном погледу: све нама познате статуе направљене су од бронзе. Лисип је, дакле, остао веран традицији аргоско-сикионске школе. Али што се тиче самих тема и представа, може се рећи да се Лисип доказао на свим пољима, од свечаних представа богова до портрета, не одричући се примењене уметности, на пример, винским посудама које је направио за Касандра. Међу наведеним делима има и тема које до тада нису приказане у грчкој уметности. Алегорија каква се појављује у статуи Каироса, са атрибутима заснованим на духовитим поређењима и симболима, раније се није појавила у грчкој уметности. У таквим фигурама се манифестује дух нове ере, која почиње са Александром и Лисипом. О питањима која се постављају у вези са овим статуама моћи ћемо да проценимо само испитивањем оних споменика који би нам могли дати праву представу о Лисиповом делу. У вези с њима, може се користити уметничку карактеризацију коју су дали антички писци.

## Дела:
- Купидон затеже лук - постоје многе копије, најбоља је у Британском музеју.
- Агиас - познат нам са мермерне копије из Делфа.
- Уморни Херкулес - који се налазио у купатилима Каракале. Сачувана је мермерна копија.
- Апроксименос - такође познат само са римске мермерне копије

## Галерија
- Аристотел, римска копија оригинала из 330. п. н. е. Национални музеј, Рим.
- Александар Велики, римска копија висине 68 цм Лувр, Париз.
- Младић одвезује сандалу (Хермес), римска мраморна копија висине 1,61 м, Лувр, Париз.
- Силен успављује Диониса, Ватикански музеј, Рим.
- Хермес из Аталанте, Археолошки музеј, Атена.
- Фарнешки Херкул, римска мраморна копија из палате Фарнесе, Рим.
- Детаљ Апоксиомена с испруженим рукама.
- Атлета Агхијас, римска мраморна копија, археолошки музеј у Делфима.